# Rejon chocimski (Ukraina)
Rejon chocimski – jednostka administracyjna w składzie obwodu czerniowieckiego Ukrainy.
Utworzony w 1940. Ma powierzchnię 716 km². Siedzibą władz rejonu jest Chocim.
Na terenie rejonu znajduje się 1 miejska rada i 31 silskich rad, obejmujących w sumie 38 miejscowości.

## Spis miejscowości
- (Анадоли)
- Ataky (Атаки)
- (Білівці)
- (Блищадь)
- (Бочківці)
- (Владична)
- (Ворничани)
- Chocim (Хотин)
- (Чепоноси)
- (Данківці)
- (Долиняни)
- (Гордівці)
- (Гринячка)
- (Грозинці)
- Jariwka (Ярівка)
- Kliszkowce (Клишківці)
- (Каплівка)
- (Керстенці)
- (Коленківці)
- (Корнешть)
- (Круглик)
- (Крутеньки)
- (Малинці)
- (Млинки)
- (Недобоївці)
- (Орестівка)
- (Пашківці)
- (Перебиківці)
- (Поляна)
- Przygródek (Пригородок)
- Raszków[2] (Рашків)
- (Рукшин)
- Rukotyn (Рухотин)
- (Санківці)
- (Ставчани)
- (Шилівці)
- Szyrowce (Ширівці)
- Zarożany (Зарожани)
- (Зелена Липа)